# Reductobates latiohumeralis
Reductobates latiohumeralis är en kvalsterart som beskrevs av Hammer 1972. Reductobates latiohumeralis ingår i släktet Reductobates och familjen Liebstadiidae. Inga underarter finns listade i Catalogue of Life.